# Richard Fréchette
 (janvier 2023).
Pour les articles homonymes, voir Fréchette.
Richard Fréchette est un acteur québécois né à Drummondville le 3 septembre 1955 et il a grandi à Lévis sur la rue Saint-Antoine[réf. nécessaire]. Il a joué dans plusieurs productions de Robert Lepage et notamment dans Les Insolences d'une caméra, aussi dans plusieurs films et publicités.

## Filmographie

### Cinéma
- 1995 : Le Sphinx : Me D'Amour
- 1995 : Le Confessionnal : André Lamontagne
- 1996 : Joyeux Calvaire : le gérant du cinéma
- 1996 : Le Polygraphe : le producteur
- 1997 : Les Mille Merveilles de l'univers : le surveillant bleu
- 1998 : L'Âge de braise : MC
- 1998 : Nô : Walter
- 2000 : Maelström : l'agent de sécurité
- 2000 : Monsieur, monsieur
- 2001 : Une jeune fille à la fenêtre  : monsieur Bélanger
- 2001 : Karmina 2 : le restaurateur gastronomique
- 2003 : Sur le seuil : Fernand Lucas
- 2003 : La Face cachée de la lune : le médecin
- 2005 : Liberté conditionnelle
- 2005 : Maman Last Call : Réjean Leclerc
- 2013 : La Maison du pêcheur : John Gagné
- 2019 : Blanche comme neige d'Anne Fontaine : père Guilbaud
- 2022 : Norbourg de Maxime Giroux : Ghislain Larrivée
- 2023 : Ru de Charles-Olivier Michaud (en) : Paul

### Télévision
- 1993 : La Petite Vie : Dr Longpré
- 2000 : Chartrand et Simonne : l'ouvrier gréviste
- 2002 : Rumeurs : Denis
- 2002 : Bunker, le cirque : Jean-Paul Larue (1 épisode)
- 2009 : Lance et compte : Paul-Arthur Mongrain
- 2017-2019 : L'Âge adulte : Léonard Noël
- 2022: Vidanges (série) : Alain